# Cecil Norton, 1. Baron Rathcreedan

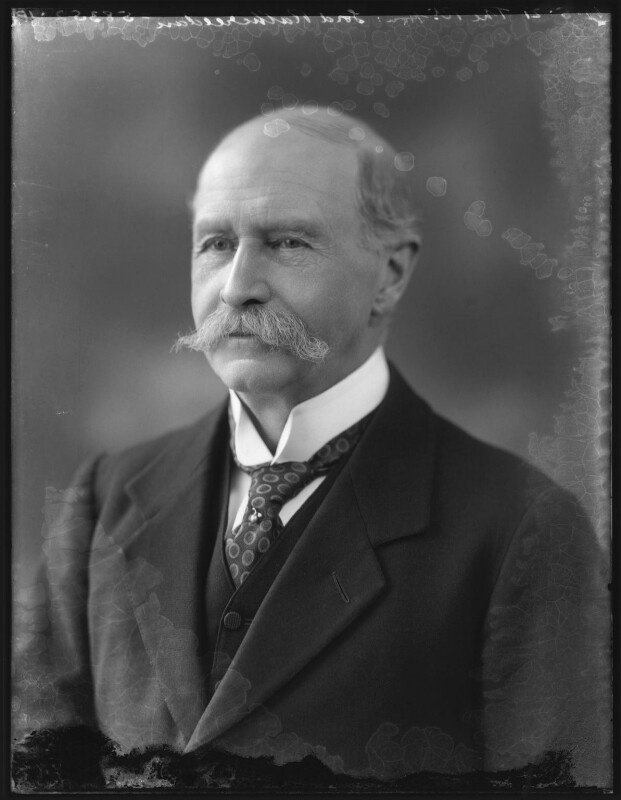
Cecil Norton, 1. Baron Rathcreedan (1921)

Cecil William Norton, 1. Baron Rathcreedan (* 23. Juni 1850; † 7. Dezember 1930) war ein britischer Politiker der Liberal Party, der unter anderem zwischen 1892 und 1916 Mitglied des Unterhauses (House of Commons) war. Er bekleidete zwischen 1931 und 1935 das Amt des Gesundheitsministers. 1916 wurde er als Baron Rathcreedan in den erblichen Adelsstand erhoben und dadurch zum Mitglied des Oberhauses (House of Lords), dem er bis zu seinem Tod angehörte.

## Leben
Norton, ein Sohn des Geistlichen Reverend William Norton und dessen Ehefrau Caroline Theresa Riddock, absolvierte nach dem Schulbesuch ein Studium am Trinity College Dublin sowie eine Offiziersausbildung an der Royal Military Academy Sandhurst. In der Folgezeit diente er Offizier im Kavallerieregiment 5th (Royal Irish) Lancers und wurde zuletzt zum Captain befördert. Zum Ende seiner militärischen Laufbahn fand er als Brigade-Major der Kavallerie Verwendung in der Garnison Aldershot.
Bei der Unterhauswahl vom 4. Juli 1892 wurde er für die Liberal Party zum Mitglied des House of Commons gewählt und vertrat in diesem bis zum 3. Januar 1916 den Wahlkreis Newington West. Er übernahm am 21. Dezember 1905 den Posten eines Lordkommissars des Schatzamtes (Junior Lord of the Treasury) in der Regierung von Premierminister Henry Campbell-Bannerman und bekleidete diesen zwischen dem 6. April 1908 und dem 7. Juli 1909 auch im darauf folgenden ersten Kabinett von Premierminister Herbert Henry Asquith. Im Zuge einer Kabinettsumbildung löste er am 20. Februar 1910 Henry Norman als stellvertretender Postminister (Assistant Postmaster-General) ab und bekleidete diesen Posten bis zum 25. Mai 1915.
Nach seinem Ausscheiden aus dem Unterhaus wurde Norton durch ein Letters Patent vom 27. Januar 1916 als Baron Rathcreedan, of Bellehatch Park in the County of Oxford, zum erblichen Peer der Peerage of the United Kingdom erhoben und dadurch zum Mitglied des House of Lords, dem er bis zu seinem Tod angehörte. In der Regierung von Premierminister David Lloyd George hatte er zwischen dem 27. Januar 1919 und dem 31. März 1921 den unbezahlten Posten als stellvertretender Parlamentarischer Sekretär im Munitionsministerium (Assistant Parliamentary Secretary to the Ministry of Munitions) inne.
Norton war zwei Mal verheiratet, und zwar vom 18. August 1880 bis zu deren Tod am 11. Januar 1898 mit Cecilia Lafayette Kennedy. Aus dieser Ehe ging die Tochter Felicie Norton hervor. In zweiter Ehe heiratete er am 21. Juli 1903 Marguerite Cecil Huntington, Tochter des ehemaligen Unterhausabgeordneten und späteren Baronet Charles Huntington. Aus dieser Ehe stammten die Tochter Sylvia Beatrice Norton, der älteste Sohn Charles Patrick Norton, der bei seinem Tode den Titel als 2. Baron erbte sowie der jüngere Sohn Michael Adrian Norton.